# Pedomyia epidema
Pedomyia epidema là một loài ruồi trong họ Asilidae. Pedomyia epidema được Londt miêu tả năm 1994. Loài này phân bố ở vùng nhiệt đới châu Phi.